# Czescy biskupi katoliccy
Czescy biskupi katoliccy – lista czeskich duchownych rzymskokatolickich, którzy otrzymali święcenia biskupie i posługują w diecezjach czeskich.
| Biskup | Biskup              | Data urodzenia       | Funkcja (tytuł)                                                                                                 | Data konsekracji     | Data nominacji/Data rezygnacji |
| ------ | ------------------- | -------------------- | --- | -------------------- | ------------------------------ |
|        | Basler Antonín      | 16 lutego 1956       | pomocniczy ołomuniecki, (biskup tytularny Vaga)                                                                 | 14 października 2017 | 5 lipca 2017                   |
|        | Baxant Jan          | 8 października 1948  | ordynariusz litomierzycki                                                                                       | 22 listopada 2008    | 4 października 2008            |
|        | Cikrle Vojtěch      | 20 sierpnia 1946     | emerytowany ordynariusz brneński                                                                                | 31 maja 1990         | 26 maja 2022                   |
|        | David Martin        | 17 sierpnia 1970     | ordynariusz ostrawsko-opawski                                                                                   | 28 maja 2017         | 4 lipca 2023                   |
|        | Duka Dominik OP     | 26 kwietnia 1943     | emerytowany arcybiskup metropolita praski, emerytowany Prymas Czech, kardynał-prezbiter Ss. Marcellino e Pietro | 26 września 1998     | 13 maja 2022                   |
|        | Graubner Jan        | 29 sierpnia 1948     | arcybiskup metropolita praski, Prymas Czech                                                                     | 7 kwietnia 1990      | 13 maja 2022                   |
|        | Herbst Karel SDB    | 6 listopada 1943     | emerytowany pomocniczy praski (biskup pomocniczy Siccesi)                                                       | 6 kwietnia 2002      | 1 grudnia 2016                 |
|        | Holub Tomáš         | 16 sierpnia 1967     | ordynariusz pilzneński                                                                                          | 30 kwietnia 2016     | 12 lutego 2016                 |
|        | Hrdlička Josef      | 19 stycznia 1942     | emerytowany pomocniczy ołomuniecki (biskup tytularny Thunudruma)                                                | 7 kwietnia 1990      | 1 lutego 2017                  |
|        | Hučko Ladislav      | 6 lutego 1948        | egzarcha apostolski Republiki Czeskiej (biskup tytularny Horaea)                                                | 31 maja 2003         | 24 kwietnia 2003               |
|        | Kajnek Josef        | 18 kwietnia 1949     | pomocniczy hradecki (biskup tytularny Aquae in Dacia)                                                           | 12 grudnia 1992      | 4 listopada 1992               |
|        | Konzbul Pavel       | 17 października 1965 | ordynariusz brneński                                                                                            | 29 czerwca 2016      | 26 maja 2022                   |
|        | Kročil Vlastimil    | 10 maja 1961         | ordynariusz czeskobudziejowicki                                                                                 | 13 czerwca 2015      | 19 maja 2015                   |
|        | Malý Václav         | 21 września 1950     | pomocniczy praski (biskup tytularny Marcelliana)                                                                | 11 stycznia 1997     | 3 grudnia 1996                 |
|        | Nuzik Josef         | 25 lipca 1966        | pomocniczy ołomuniecki (biskup tytularny Castra Galbae), administrator archidiecezji ołomunieckiej              | 14 października 2017 | 5 lipca 2017                   |
|        | Posád Pavel         | 28 czerwca 1953      | pomocniczy czeskobudziejowicki (biskup tytularny Poetovium)                                                     | 28 lutego 2004       | 26 stycznia 2008               |
|        | Radkovský František | 3 października 1939  | emerytowany ordynariusz pilzneński                                                                              | 7 kwietnia 1990      | 12 lutego 2016                 |
|        | Vokál Jan           | 25 września 1958     | ordynariusz hradecki                                                                                            | 7 maja 2011          | 3 marca 2011                   |
|        | Wasserbauer Zdeněk  | 15 czerwca 1966      | pomocniczy praski (biskup tytularny Buthrotum)                                                                  | 19 maja 2018         | 23 stycznia 2018               |